# Moisés González Cruz
Moisés González Cruz (Querocotillo, Cajamarca, 19 de septiembre de 1976) es un agricultor y político peruano. Es el actual alcalde de Cutervo, desde el 1 de enero del 2023. Anteriormente, fue congresista de la República por Cajamarca desde marzo desde el 2020 hasta julio de 2021.

## Biografía
Moisés González Cruz, nació en Querocotillo, Cutervo, Cajamarca, 19 de septiembre de 1976.

## Vida política
Fue nombrado gobernador de Querocotillo de 2007 al 2010.

### Alcalde de Querocotillo 2011-2018
En el mismo 2010, postulo por primera vez a la alcaldía de Querocotillo y resultó elegido por el APRA, para el periodo 2011-2014.
En el 2014 fue reelegido para el mismo cargo para el periodo 2015-2015 está vez con el movimiento regional (Frente Regional de Cajamarca).
En el 2018 se postula por primera vez a la Alcaldía de Cutervo por Alianza para el Progreso, quedó en segundo lugar.

### Congresista
En las elecciones parlamentarias del 2020, González fue elegido como congresista de la república en representación de Cajamarca por APP, con 21 527 votos, para el periodo parlamentario 2020-2021.
En los 2 procesos de vacancia contra el expresidente Martín Vizcarra, González votó a favor en ambos procesos contra el expresidente quien tenía actos de corrupción. La vacancia fue aprobada por 105 parlamentarios el 9 de noviembre del 2020.

### Alcalde de Cutervo
En el 2022 se postuló por segunda vez a la Alcaldía de Cutervo por Alianza para el Progreso, esta vez quedó en primer lugar. Fue elegido para el período 2023-2026.